# Excelsior Springs
Excelsior Springs est une ville du Missouri, dans les comtés  de Clay et de Ray aux États-Unis.

## Géographie
Excelsior Springs est située à 39°20′29″N 94°13′51″W (39.341492, -94.230716), le long de la rivière East Fork Fishing.
Selon le Bureau du recensement des États-Unis, la ville a une superficie totale de 10,45 miles carrés (27,07 km²), dont 10,43 miles carrés (27,01 km²) de terres et 0,02 miles carrés (0,05 km²) d'eau.

## Démographie
La population est de 10 553 habitants au recensement de 2020, et est relativement stable depuis quelques décennies, selon les recensements de 2010 (11 084 personnes) et 2000 (10 847 personnes).

## Histoire

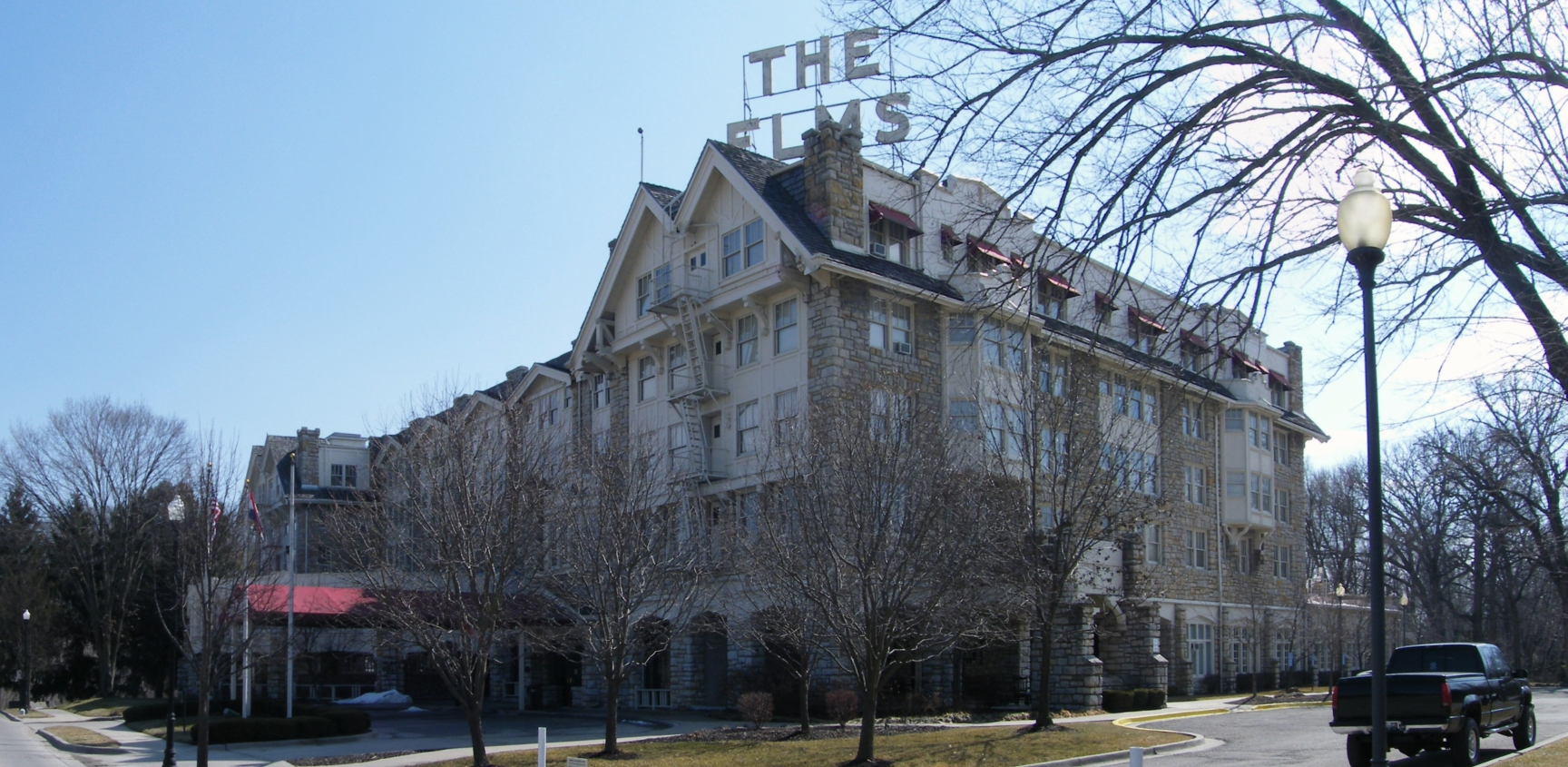
Hôtel Elms (bâtiment historique)

La création de la ville est essentiellement due aux vertus médicinales attribuées à des sources d'eau naturelle qui y jaillissent. C'est aussi l'origine du nom attribué à la cité. Ces eaux lui valent une fréquentation dès le XIXe siècle et la construction d'hôtels.
En 2 novembre 1948, Harry S. Truman, ancien sénateur du Missouri, est devenu en 1944 vice-président des États-Unis puis président à la suite de la mort de Franklin Delano Roosevelt en 1945. À l'élection de 1948, il est le candidat du parti démocrate à la présidence, bien que contesté par certains au sein de ce parti. Il s'installe, durant la nuit des derniers dépouillements de votes, au Elms Hotel, hôtel historique d'Excelsior Springs mais relativement modeste. Il était confiant dans sa victoire bien que les pronostics lui étaient fortement défavorables. C'est là qu'il y apprend sa victoire. Ce résultat prend à contre-pied toute la presse.

## Natifs d'Excelsior Springs
- Brenda Joyce, actrice
- Shaun Marcum, joueur de baseball
- Donald Judd, artiste minimaliste